# Ян Сяоду
Ян Сяоду (кит. трад. 杨晓渡, пиньинь Yáng Xiǎodù; род. в октябре 1953 года, Шанхай) — китайский политический деятель, член Политбюро ЦК КПК и Секретариата ЦК КПК, в обеих должностях с 2017 года, а также с 2018 года председатель новообразованной Государственной надзорной комиссии (ГНК) КНР (National Supervisory Commission), при этом с 2014 года (с 2017 - 1-м) является заместителем секретаря Центральной комиссии КПК по проверке дисциплины (ЦКПД). В 2016—2018 годах министр контроля и начальник Национального бюро по противодействию коррупции. 
Выходец из Шанхая, он порядка четверти века провёл в Тибете, достигнув там должности вице-председателя Народного правительства (1998—2001). Затем в 2001—2014 гг. вновь в Шанхае, первые пять лет являлся вице-мэром, а в последние свои годы там являлся секретарем Комиссии по проверке дисциплины Шанхая (2012—2013).
Член КПК с 1973 года, Ян стал членом Политбюро ЦК КПК и Секретариата ЦК КПК 19 созыва, минуя членство в ЦК предыдущего созыва (помимо него ещё Цай Ци так тогда же стал членом Политбюро, подобного не было с 1992 года).

## Биография
По национальности ханец.
Трудовую деятельность начал в 1970 году.
Получил техническое образование в Шанхайском университете традиционной китайской медицины, окончив в 1976 году факультет фармакологии. Затем работал заместителем директора в фармацевтической компании в округе Нагчу (Нацюй) в Тибетском автономном районе (1976—1984). В 1984—1986 гг. секретарь парткома того же округа, в 1986—1992 гг. заместитель атташе канцелярии того же округа. В 1992—1995 гг. заместитель секретаря парткома и заместитель атташе канцелярии округа Чамдо (Чанцю) Тибетского автономного района. В 1995—1998 глава Финансового управления Тибетского автономного района, в 1998—2001 гг. вице-председатель Народного правительства Тибетского автономного района.
В 2001—2006 гг. вице-мэр Шанхая, глава Комитета по вопросам управления городскими памятниками культуры. В 2006—2012 гг. начальник рабочего отдела Единого фронта Шанхайского горкома партии, глава и секретарь партгруппы Шанхайского социалистического института (с того же 2006 года член посткома Шанхайского горкома КПК). В 2012—2013 гг. секретарь Комиссии по проверке дисциплины Шанхая.
С 2014 года заместитель секретаря и партсекретарь Центральной комиссии КПК по проверке дисциплины. (Которую в 2012-17 гг. возглавлял Ван Цишань, а с 2017 года возглавляет Чжао Лэцзи.)
С 2016 года министр Министерства контроля КНР (по 2018).
18 марта 2018 года на 1-й сессии Всекитайского собрания народных представителей (ВСНП) 13-го созыва избран председателем Государственной надзорной комиссии (ГНК) КНР — первый на этом посту.
Работавший в Шанхае с Си Цзиньпином, считается близким к нему.